# Oparbella fagei
Oparbella fagei är en spindeldjursart som beskrevs av Max Vachon 1950. Oparbella fagei ingår i släktet Oparbella och familjen Solpugidae. Inga underarter finns listade i Catalogue of Life.